# Айзинг, Эрнест Хорас
Эрне́ст Хо́рас А́йзинг (англ. Ernest Horace Ising, 1884 — 1973) — австралийский ботаник.

## Биография
Родился 1 июля 1884 года в Норвуде близ Аделаиды.
В 1913 году женился на Изабелле Локхарт Куин, у пары родились сын Джеффри Эрнест (1915—1943) и три дочери — Изабел Кристи (1919), Маргарет Люси (1919) и Хелен Кристи (1924). С 1914 года Айзинг работал на Южно-Австралийских железных дорогах.
С 1915 года занимался флористическими исследованиями, собирал гербарий флоры Австралии. Будучи работником железных дорог, Айзинг имел возможность путешествовать по отдалённым регионам материка.
С 1915 года Айзинг — в Секции полевых естествоиспытателей Королевского общества Южной Австралии. В 1918 году избран членом Королевского общества Южной Австралии, в 1939—1940 годах был вице-президентом Общества.
После гибели сына Джеффри, воевавшего в Королевских военно-воздушных силах, в 1943 году над Бирмой, Айзинг покинул Королевское общество, оставил изучение ботаники и стал проповедником в Методистской церкви.
На решение Айзинга продолжить изучение флоры Австралии в 1954 году повлияли Хансйорг Эйхлер и Констанс Эрдли. Он занялся изучением сложнейшего в систематическом плане семейства Маревые, последнюю статью напечатал в 1969 году.
Скончался 15 мая 1973 года в Аделаиде.

## Некоторые публикации
- Ising E. H. The species of Bassia All. (Chenopodiaceae) in Australia // Transactions of the Royal Society of South Australia. — 1964. — Vol. 88. — P. 63—110.
- Ising E. H. Six new species of Bassia All. (Chenopodiaceae) // Transactions of the Royal Society of South Australia. — 1969. — Vol. 93. — P. 119—125.

## Растения, названные именем Э. Айзинга
- Eriachne isingiana J.M.Black, 1933 — Eriachne pulchella Domin, 1911
- Eucalyptus isingiana Maiden, 1922 — Eucalyptus pimpinana Maiden, 1912
- Polygala isingii Pedley, 1981
- Triglochin isingiana (J.M.Black) Aston, 2008 — Triglochin calcitrapa var. isingiana J.M.Black, 1948, nom. nov.basionym